# Potamilla casamancensis
Potamilla casamancensis är en ringmaskart som beskrevs av Fauvel 1902. Potamilla casamancensis ingår i släktet Potamilla och familjen Sabellidae. Inga underarter finns listade i Catalogue of Life.